# Salim Boukanoucha

a Compétitions nationales et continentales officielles uniquement.

b Matchs officiels uniquement.
Dernière mise à jour le 8 décembre 2011.
Salim Boukanoucha, né le 4 avril 1985 à Bourg-en-Bresse, est un joueur de rugby à XV international marocain évoluant au poste de deuxième ligne.

## Biographie
Cet international marocain à XV fait d’abord toutes ses classes à l'Union Sportive Bressane. Ensuite en 2003, il rejoint l'équipe espoir de Lyon OU. Deux ans après, il rejoint le RC Toulon où il reste trois ans. En 2008, il signe au Stade aurillacois qui joue en Pro D2 où il reste une année avant de rejoindre le Rugby Nice Côte d'Azur en 2009 dont il fut le capitaine. En 2012, il signe à l'US Montauban en Fédérale 1.[réf. nécessaire]
En 2016, il signe à l'USPG Rugby en 1ère série.